# Lilly de Jongh Osborne
Lilly de Jongh Osborne (sinh ngày 9 tháng 11 năm 1883 ở Costa Rica – mất ngày 14 tháng 3 năm 1975 ở Guatemala) là nhà văn, nhà diễn thuyết, nhà sưu tập, học giả chuyên về nghệ thuật, đồ thủ công mỹ nghệ vùng Trung bộ Châu Mĩ. Bà xuất bản một số tác phẩm viết về nghệ thuật. Trong bộ sưu tập tại Bảo tàng Khảo cổ học và Nhân chủng học của trường đại học Pennsylvania có nhiều hiện vật của bà.

## Tiểu sử
Bà sinh ra ở San José, Costa Rica, cha là Juan J. Jenny G. de Jongh. Bà tốt nghiệp trường Colegio de Senoritas (San Jose, 1900). Bà là thành viên của nhiều tổ chức, bao gồm Academia de Geografía e Historia de Guatemala, El Ateneo de El Salvado, hội phụ nữ nghiên cứu về địa lí, and Real Academia de Bellas Artes de San Fernando (Học viện Mỹ thuật Hoàng gia San Fernando). Các sản phẩm dệt của Guatemala mà bà thu thập từ giữa đến cuối những năm 30 của thế kỉ XX được lưu trữ tại Bảo tàng Khảo cổ học và Nhân chủng học của trường đại học Pennsylvania. Bà khai thác rất nhiều về nghệ thuật, đồ thủ công mỹ nghệ vùng Trung bộ Châu Mĩ, và xuất bản được rất nhiều tác phẩm về đề tài này.
Bà kết hôn với Edmund Arthur Osborne (1873–1941). Họ có ba người con: Stanley, Leslie, và Elsa. Bà mất tại Guatemala City, Guatemala năm 1975.

## Các tác phẩm tiên biểu
- Minor Native arts in Central America (Nghệ thuật dân tộc thiểu số Trung Mỹ)
- Indian crafts of Guatemala (Nền thủ công Anhđiêng tại Guatemala)
- 1928, Brief von Lilly de Jongh Osborne an Max Uhle (Thư của Lilly de Jongh Ostern gửi đến Max Uhle)
- 1933, Making a textile collection (with Pan American Union)
- 1935, Tupui or coral serpent, black spots on Indian children
- 1935, Guatemala textiles (Công nghệ dệt may ở Guatemala)
- 1956, Four keys to El Salvador
- 1960, Así es Guatemala
- 1963, Breves apuntes de la indumentar a idigena de Guatemala
- 1965, Folklore, supersticiones y leyendas de Guatemala (với Sociedad de Geografía e Historia de Guatemala; Comisión Permanente de Folklore, Etnografía y Etnología)
- 1965, Indian crafts of Guatemala and El Salvador (Jay I. Kislak Reference Collection (Library of Congress))